# Тамшапур
Тамшапур (пехл. Tahm-Šabuhr) — сасанидский государственный деятель IV в., марзбан Адиабены во времена правления шаха Шапура II.
Тамшапур впервые упоминается в 357 году как первый получивший неофициальное мирное предложение римского сенатора Стратегия Музониана. Позже он связался с римским перебежчиком Антонином и поддержал его при дворе в Ктесифоне. В 359 году Тамшапур успешно осаждал и захватил Амиду.